# Röbel (Adelsgeschlecht)
Röbel (auch Roebel) ist der Name eines mecklenburgisch-märkischen Uradelsgeschlechts, dessen Ursprungsort die heutige Stadt Röbel/Müritz ist. Es ist eines Stammes mit den im 15. Jahrhundert ausgestorbenen Herren von Havelberg, damaligen Burgmannen zu Röbel.

## Geschichte
Das Geschlecht erscheint urkundlich erstmals 1256 mit den Herren (dominus) Jaroslaus und Unslavus milites de Robele. Seine Abstammung wird auf Tamme von Roebel, 1375–1376 Besitzer eines Hofes mit acht Lehnhufen in Blankenburg bei Berlin zurückgeführt. Die sichere Stammreihe beginnt mit den Brüdern Joachim (urkundlich 1483–1499), auf Eggersdorf, Wartenberg und Trebitz, und Dietrich von Röbel († vor 1499) auf Buch und Karow.
„Die Hauptgüter der Familie waren Biegen, Blankenburg, Buch, Buchholz, Karow, Demnitz, Friedland, Gersdorf, Kruge, Lindenberg, Hohen-Schönhausen, Pilgram und Wartenberg, meistens auf dem Barnim gelegen. Die längste Begüterung in der Mark fand noch gegen Ende des achtzehnten Jahrhunderts zu Ringenwalde im Kreise Lebus statt.“

## Wappen
Das von Silber und Schwarz gespaltene Stammwappen zeigt auf dem Spalt einen gestümmelten roten Baumstamm zwischen zwei mit den Sachsen einwärts gekehren Flügeln in verwechselten Farben. Auf dem Helm mit rot-silbernen Helmdecken das Schildbild.

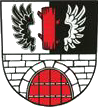
Wappen des Ortes Ringenwalde, oben das Wappen der Röbel

Wappenvarianten in Siebmachers Wappenbüchern

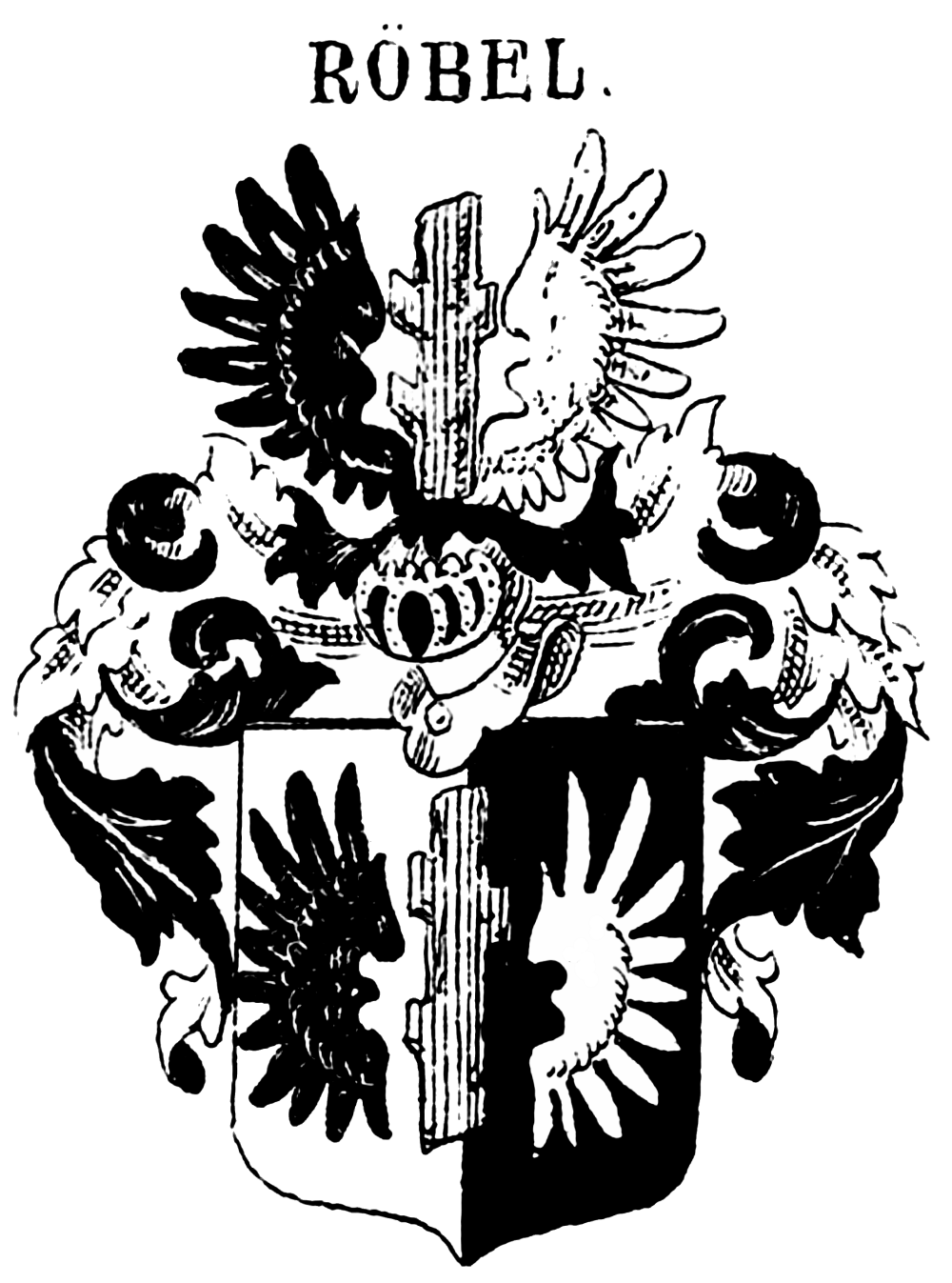
Mark Brandenburg
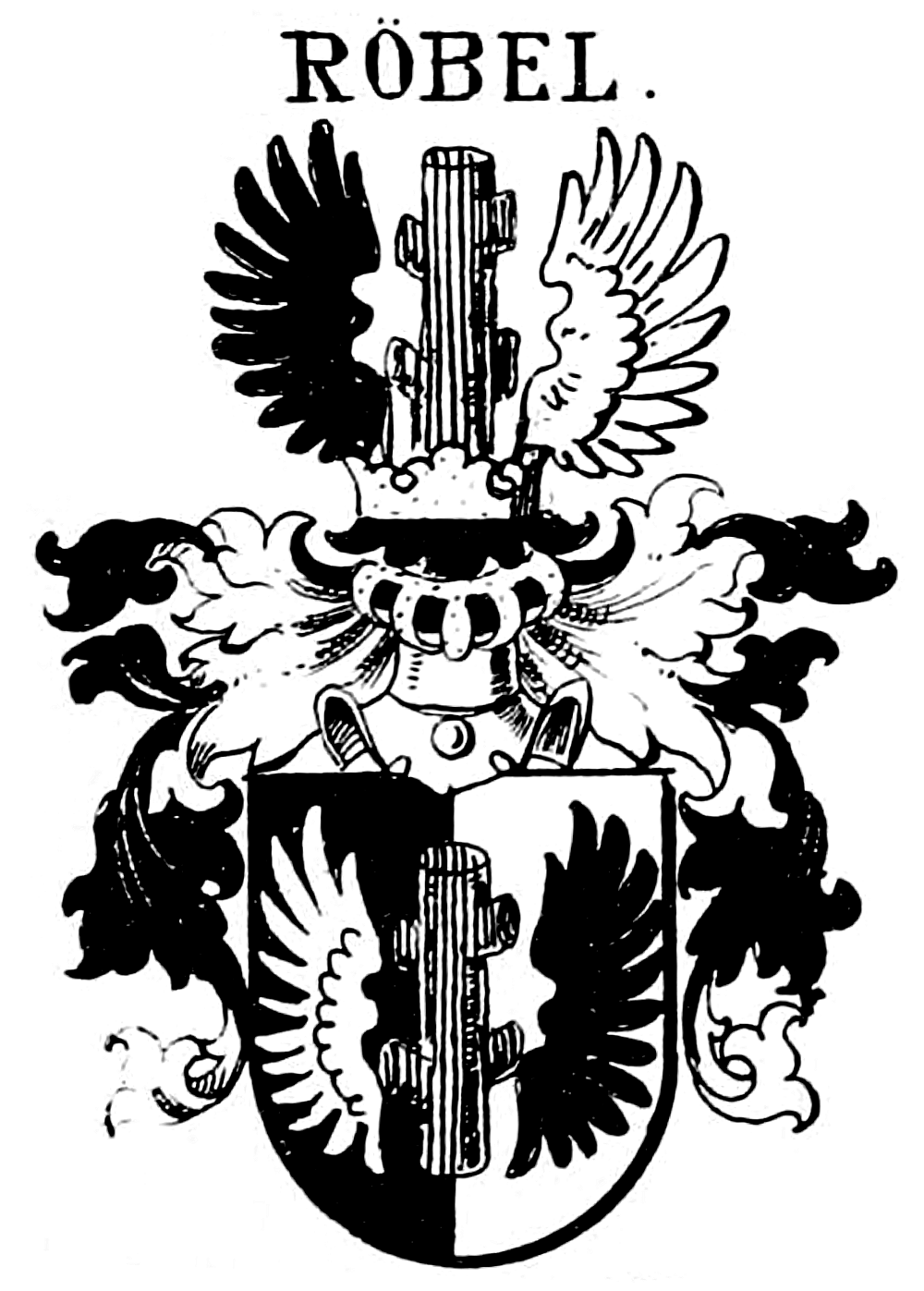
Provinz Sachsen
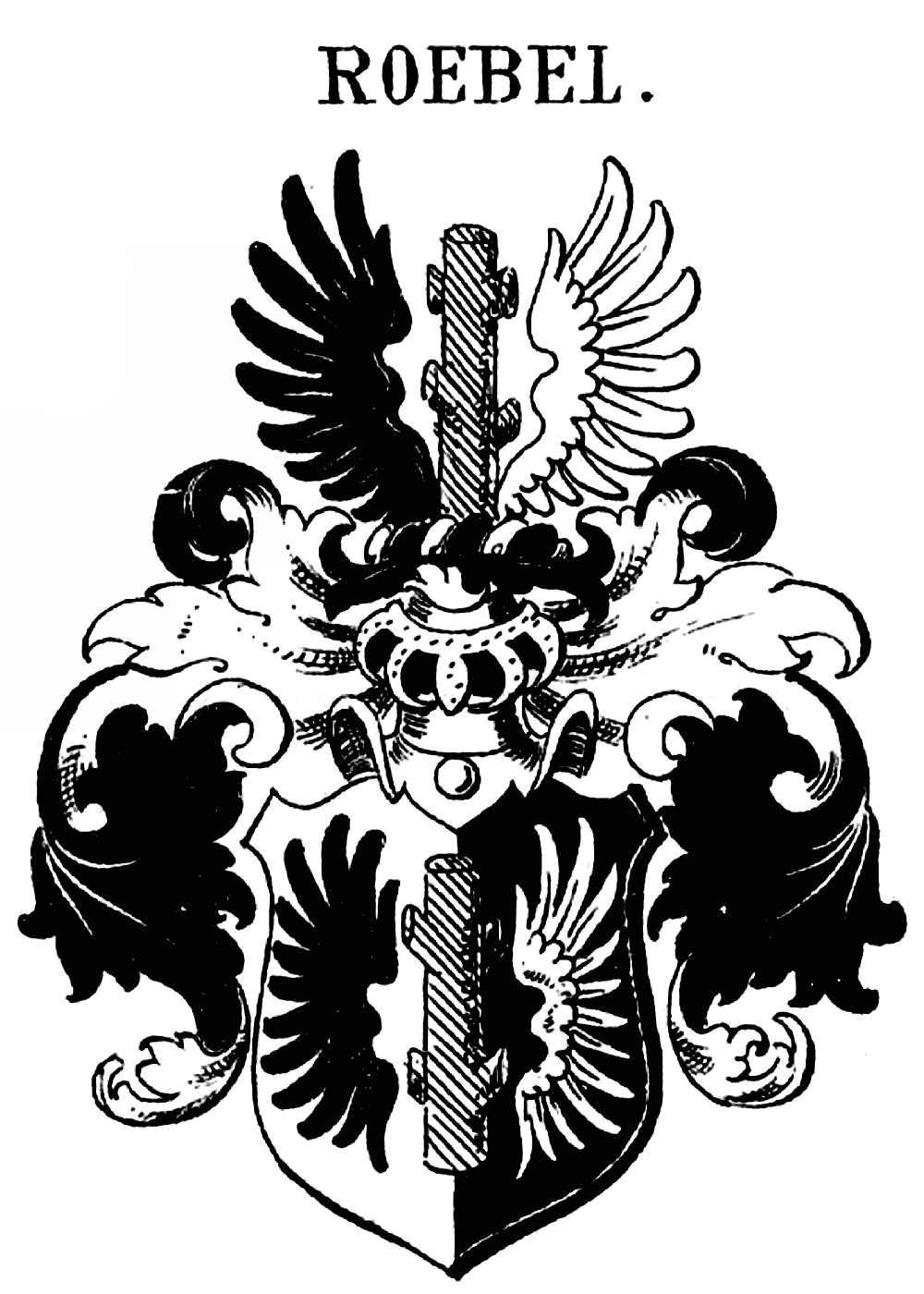
Russische Ostseeprovinzen

## Bekannte Familienmitglieder
- Christian Adolf von Roebel (1772–1848), deutscher Generalmajor
- Christian Dietrich von Röbel (1639–1723), deutscher Rittergutsbesitzer und Offizier
- Christian Friedrich von Roebel (1733–1771), deutscher Erbherr und Offizier
- Gustav Adolph August von Roebel (1822–1883), deutscher Verwaltungsjurist und Landrat
- Joachim von Roebel (1515–1572), deutscher Feldmarschall
- Ludwig Philipp von Röbel (1707–1761), deutscher Generalmajor